# Flintloque
Cet article possède un paronyme, voir Flintlock.
Flintloque - The Napoleonique Skirmish Game est un jeu de figurines britannique créé par Mac Coxhead et Steve Blease, se jouant sur une table de jeu. Il est publié et distribué par Alternative Armies. Les joueurs disposent d'une dizaine de figurines chacun, avec chacune ses propres caractéristiques parfois surprenantes - comme un accent incompréhensible ou une tendance à piller les cadavres !
Le cadre en est le monde de Valon, un univers médiéval-fantastique jadis classique, mais qui s'est soudain mué en une réplique fantasy des guerres napoléoniennes. Les nations, les personnages, les lieux et l'Histoire en sont une complète parodie.

## Univers
Depuis des millénaires, les peuples de Valon vivent et guerroient suivant la Loi de la Magie Sauvage. Jusqu'au jour où...
Pour prendre le trône à l'impératrice Morgana, le prince elfe Mordred décide de briser la Loi, avec l'aide de son dieu-patron Buon-Partee. Cet acte permet aux habitants de Valon de prendre conscience des pouvoirs de la Poudre noire, et ainsi de créer des armes à feu. La magie, elle, se retire largement du monde, ne laissant que quelques rares pouvoirs à ses habitants (le jeu ne prévoit pas d'aligner de sorcier).
Le changement est foudroyant, chaque nation subit un processus d'acculturation accélérée - sauf les humains qui sont d'emblée balayés par les Orcs du Duc de Wheeling-Turn - et, en quelques années, adopte les manières de son homologue terrienne :
- les Hauts Elfes deviennent des Français ;
- les Orcs d'Albion des Anglais, leurs voisins Hobgobelins de Taffsea des Gallois, les Hommes-Rats de Joccia des Écossais, et les Orcs des Marais de Guinalée des Irlandais ;
- les Gobelins des Portugais ;
- Les Morts-Vivants des Russes mâtinés de stalinisme ;
- les Nains des Allemands et Prussiens, et les Hommes-Chiens des Autrichiens ;
- les Elfes sylvains des Espagnols ;
- s'y ajoutent les Todoroni (hommes-crapauds italiens), les loup-garous polonais, les Lapins de Burrovia (Hollandais), etc.

Les campagnes militaires reproduisent elles aussi, en gros, les schémas historiques.
L'humour est omniprésent dans les noms, les situations, les traits de caractère des soldats, les montures (vaches pour les Jocciens, hippopotames nains pour les Todoroni...).

## Règles
Le jeu utilise exclusivement le dé à dix faces ou à cent faces. Les mesures se font en centimètres, chose rare dans le monde du jeu anglo-saxon.
Une section se bâtit avec des points (300 en moyenne, soit 7 à 10 fantassins ou 5 à 8 cavaliers). Chaque figurine est définie par :
- sa race,
- sa qualité (Bleu, Moyen, Expérimenté, Vétéran, Légendaire),
- son type de troupe (Civil, Guérillero, Irrégulier, Milice, Infanterie légère ou de ligne, Grenadier, Fusilier marin, Cavalerie),
- une éventuelle monture : cheval, licorne, lézard, vache, bélier, cochon... (sic),
- divers atouts, défauts ou armes,
- et parfois un petit pouvoir magique.

Les figurines sont activées par paires. Chacune a alors droit à deux actions pour se déplacer et/ou tirer, dans l'ordre voulu. Un tireur stationnaire peut viser mieux et plus loin. Chaque arme a sa table de tir, modifiée par le type de troupe, l'expérience et (parfois) la race du tireur. Du fait de la médiocre fiabilité des armes à poudre, il arrive que le coup ne parte pas, même en cas de jet réussi !
Les attaques de mêlée se résolvent par un simple jet de 1D10 par combattant, avec divers modificateurs. Le plus haut l'emporte.
Si un coup porte, on fait un test de Fermeté (Steady) contre les dommages, ce qui peut infliger des blessures, des malus et des tests de Discipline (qui ne se traduisent pas toujours par la fuite). Chaque race a un total fixe de blessures autorisées (en général 2 ou 3).
Les officiers sont importants, même s'ils ne sont pas forcément meilleurs que leurs hommes : ils donnent des bonus et disposent de Points de commandement avec lesquels rallier leurs troupes, lancer une action collective, donner des ordres directs, voler l'initiative ou échapper à des blessures. Ils peuvent en plus être Professionnels, Héroïques, Agressifs, Peureux ou... prompts à s'abriter derrière leurs hommes !
Les conditions de victoire sont toujours dictées par un scénario. Des règles de campagne sont prévues : bien qu'optionnelles, elles font partie de la saveur du jeu et ne l'alourdissent pas. C'est d'ailleurs le seul jeu où un fuyard peut être pendu par les prévôts...
Il est aussi proposé des règles de jeu en solitaire.

## Gamme
Flintloque en est à sa troisième édition :
- Flintloque (première édition, 1995, avec 16 figurines : 8 Elfes, 8 Orcs)
  - Deadloque - Death in the Snow (boîte sur la campagne de Russie, avec 16 figurines : 8 Elfes, 8 Morts-Vivants)
  - GrappeShotte - Reign of Death (boîte d'artillerie, avec 3 canons)
  - Lady Wintermore's Fangs, Sharke's Victory, en tout 7 recueils de scénarios
- Flintloque Reloaded (deuxième édition, 2002)
- Flintloque - The War in Catalucia (troisième édition, 2009)
  - Des rééditions de Deadloque et GrappeShotte sont annoncées.

Des jeux parents ont aussi été édités :
- Slaughterloo (1998), jeu de combats à l'échelle de la division et de l'armée
- Frontear (2008), jeu portant sur l'Amérique de ce monde
- Trafalgore, jeu de combat naval autonome mais compatible avec Flintloque.